# Thannhausen (Beieren)
Thannhausen is een gemeente in de Duitse deelstaat Beieren, gelegen in het Landkreis Günzburg. Thannhausen telt 6.351 inwoners.

## Geografie
Thannhausen heeft een oppervlakte van 20,02 km² en ligt in het zuiden van Duitsland, aan de rivier de Mindel.

## Historie
zie Heerlijkheid Thannhausen
Aichen ·
Aletshausen ·
Balzhausen ·
Bibertal ·
Breitenthal ·
Bubesheim ·
Burgau ·
Burtenbach ·
Deisenhausen ·
Dürrlauingen ·
Ebershausen ·
Ellzee ·
Gundremmingen ·
Günzburg ·
Haldenwang ·
Ichenhausen ·
Jettingen-Scheppach ·
Kammeltal ·
Kötz ·
Krumbach ·
Landensberg ·
Leipheim ·
Münsterhausen ·
Neuburg a.d.Kammel ·
Offingen ·
Rettenbach ·
Röfingen ·
Thannhausen ·
Ursberg ·
Waldstetten ·
Waltenhausen ·
Wiesenbach ·
Winterbach ·
Ziemetshausen